# Cronologia, cronografia e calendario perpetuo
Il libro Cronologia, cronografia e calendario perpetuo è un manuale pubblicato all'inizio del Novecento (1906), in cui sono raccolte e illustrate diverse informazioni utili per lo studio e la datazione di documenti storici.
Inizialmente edito come Cronologia e calendario perpetuo, ha avuto varie edizioni, ristampe e aggiornamenti fino al XXI secolo.

## Contenuti

### Prima edizione del 1906
- Prefazione, pp. v-vi
- Brevi nozioni di cronografia, pp. vii-xxxiii
- I. Serie cronologica dei consoli romani, pp. 1-19
- II. Tavole cronografiche, pp. 21-93
- III. Ricorrenza della Pasqua nel calendario giuliano dal 1853 al 2000, pei paesi che non accettarono la riforma gregoriana, pp. 94-96
- IV. Indice alfabetico delle tavole cronologiche, pp. 97-106
- V. Calendario antico romano, pp. 107-112
- VI. Calendario perpetuo giuliano e gregoriano, pp. 113-183
- VII. Glossario di date, pp. 184-199
- VIII. Elenco alfabetico dei principali Santi e Beati, pp. 200-227
- X.[2] Egira Maomettana, pp. 229-240
- XI. Era della Repubblica Francese, pp. 241-255
- XII. Tavole Cronologiche dei Sovrani dei principali Stati d'Europa, pp. 257-413
- Indice alfabetico, pp. 415-419

## Edizioni
- A. Cappelli, Cronologia e calendario perpetuo. Tavole cronografiche e quadri sinottici per verificare le date storiche dal principio dell'era Cristiana ai giorni nostri, 1ª ed., Milano, Hoepli, 1906, SBN RAV0162396.
- A. Cappelli, Cronologia, cronografia e calendario perpetuo dal principio dell'era cristiana ai giorni nostri. Tavole cronologico-sincrone e quadri sinottici per verificare le date storiche, 2ª ed., Milano, Hoepli, 1930, SBN PAL0093142.
- A. Cappelli, Cronologia, cronografia e calendario perpetuo dal principio dell'era cristiana ai giorni nostri, 3ª ed., Milano, Hoepli, 1969, SBN RAV0075352.
- A. Cappelli, Cronologia, cronografia e calendario perpetuo dal principio dell'era cristiana ai nostri giorni. Tavole cronologico-sincrone e quadri sinottici per verificare le date storiche, 4ª ed., Milano, Hoepli, 1978, SBN SBL0331143.
- A. Cappelli, Cronologia, cronografia e calendario perpetuo dal principio dell'era cristiana ai giorni nostri. Tavole cronologico-sincrone e quadri sinottici per verificare le date storiche, 5ª ed., Milano, Hoepli, 1983, SBN CFI0086686.
- A. Cappelli, Cronologia, cronografia e calendario perpetuo dal principio dell'era cristiana ai nostri giorni. Tavole cronologico-sincrone e quadri sinottici per verificare le date storiche, 6ª ed., Milano, Hoepli, 1988, SBN CFI0183600.
- A. Cappelli, Cronologia, cronografia e calendario perpetuo dal principio dell'era cristiana ai nostri giorni, a cura di M. Viganò, 7ª ed., Milano, Hoepli, 1998, SBN VEA0103326. - Era incluso un floppy disk da 3½ pollici.

## Citazioni
(Ugo Procacci)
(Giovanni Spadolini)